# Paraliparis dactyloides
Paraliparis dactyloides är en fiskart som beskrevs av Schmidt, 1950. Paraliparis dactyloides ingår i släktet Paraliparis och familjen Liparidae. Inga underarter finns listade i Catalogue of Life.